# Stadsmuseet i Skövde

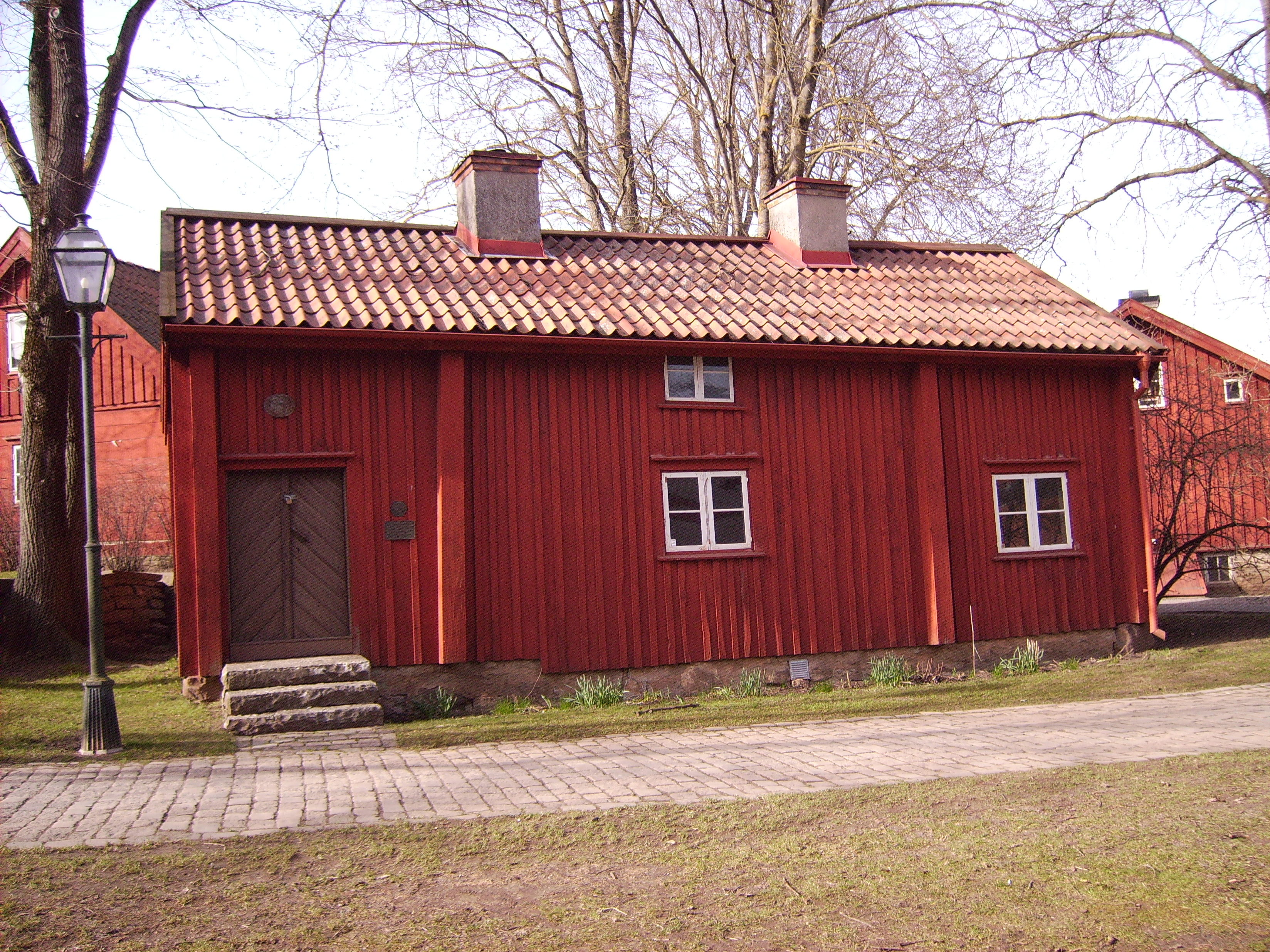
Helénsstugan.

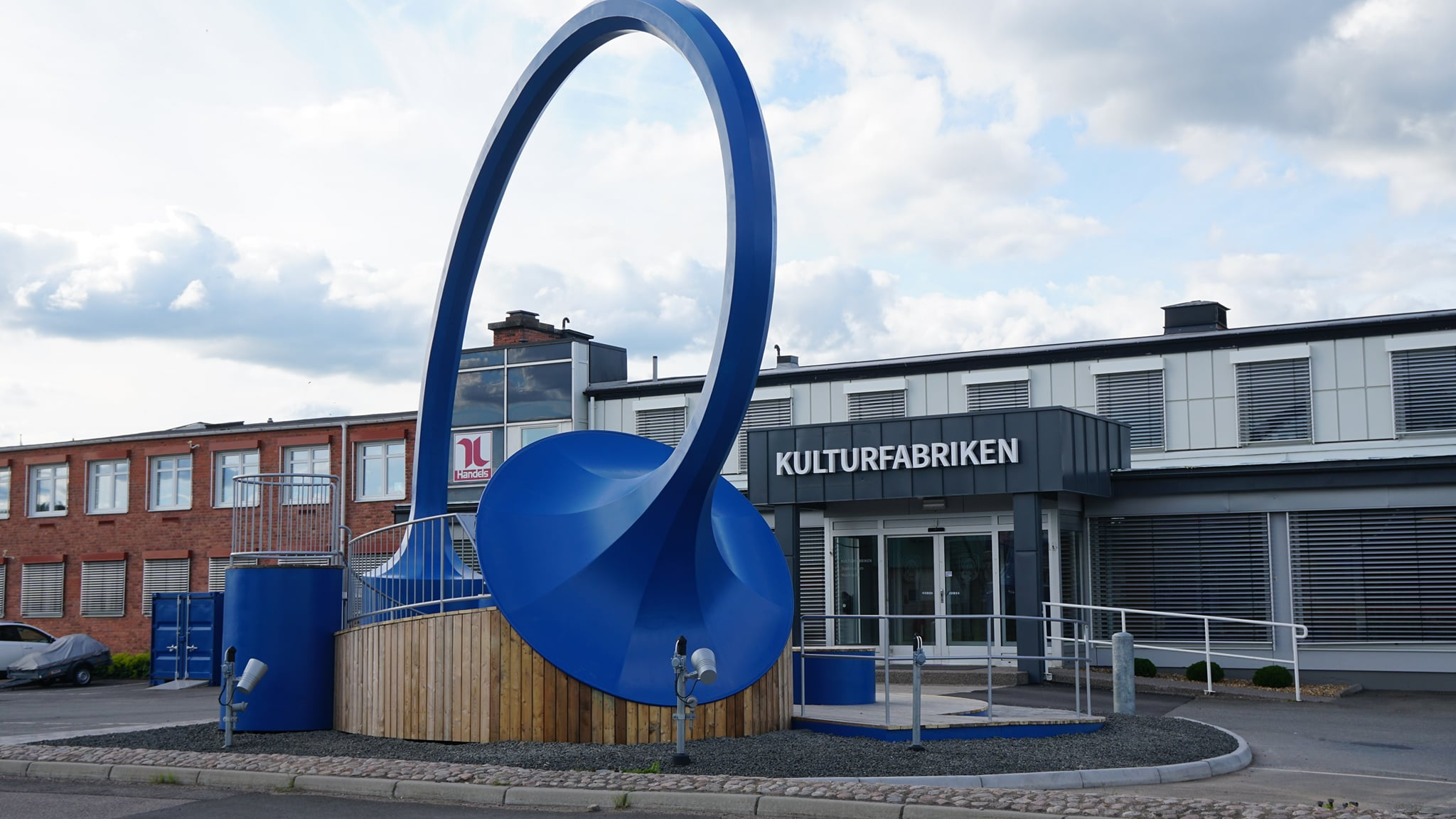
Skövde kulturfabrik

Stadsmuseet i Skövde är ett museum i Skövde som återger stadens historia genom basutställningar om olika epoker i stadens historia. 
Museet skapades 1946 av Skövde hembygds- och fornminnesförening i Gamla Rådhuset vid Hertig Johans torg. Verksamheten övertogs 1952 av Skövde stad och därefter drevs museet i kommunal regi i olika former i Rådhuset fram till 2003. Sedan 2005 är museet inhyst i en tidigare textilfabrik på Norrmalm. Under 2015 packades museet ner inför ombyggnationen inför skapandet av Skövde Kulturfabrik. Under 2016 genomfördes en omfattande ombyggnation och museets yta ökades kraftigt samtidigt som Skövde Musikskola flyttade in i lokalerna.
Till museet hör även Helénsstugan i Helénsparken. Helénsstugan är stadens äldsta bostadshus och en av få byggnader från tiden före stadsbranden 1759.